# Pseudohelenoconcha spurca
Pseudohelenoconcha spurca fue una especie de molusco gasterópodo de la familia Endodontidae en el orden de los Stylommatophora.

## Distribución geográfica
Fue  endémica de Santa Helena.